# Whatever People Say I Am, That's What I'm Not
Whatever People Say I Am, That's What I'm Not (укр. Ким би люди мене не назвали, це не я) — дебютний альбом британського інді-рок гурту Arctic Monkeys, який вийшов у січні 2006 року на музичному лейблі Domino. За перший тиждень альбом розійшовся тиражем у 360 тисяч копій, ставши найшвидше продаваним дебютним альбомом в історії британської музики, перевершуючи однойменний дебютний альбом гурту Elastica. Відтоді, альбом п'ятикратно ставав платиновим у Великій Британії.
Альбом включає обидві пісні з першого міні-альбому гурту, Five Minutes with Arctic Monkeys, а також іхні перші два хіт-сингла, «I Bet You Look Good on the Dancefloor» і «When the Sun Goes Down». З моменту випуску, альбом неодноразово зазначався як один з найкращих рок-альбомів десятиліття. У списку «500 найкращих альбомів усіх часів» за версією журналу Rolling Stone, альбом отримав 371 місце, тоді як у такому ж списку від журналу NME, альбом отримав 19 місце. 2006 року, гурт здобув нагороду Mercury Prize за альбом.

## Список пісень
Автор музики і слів Алекс Тернер, окрім відмічених. 
| #   | Назва                                                                          | Тривалість |
| --- | ------------------------------------------------------------------------------ | ---------- |
| 1.  | «The View from the Afternoon»                                                  | 3:38       |
| 2.  | «I Bet You Look Good on the Dancefloor»                                        | 2:53       |
| 3.  | «Fake Tales of San Francisco»                                                  | 2:57       |
| 4.  | «Dancing Shoes»                                                                | 2:21       |
| 5.  | «You Probably Couldn't See for the Lights but You Were Staring Straight at Me» | 2:10       |
| 6.  | «Still Take You Home» (Тернер, Джеймі Кук)                                     | 2:53       |
| 7.  | «Riot Van»                                                                     | 2:14       |
| 8.  | «Red Light Indicates Doors Are Secured»                                        | 2:23       |
| 9.  | «Mardy Bum»                                                                    | 2:55       |
| 10. | «Perhaps Vampires Is a Bit Strong But…»                                        | 4:28       |
| 11. | «When the Sun Goes Down»                                                       | 3:20       |
| 12. | «From the Ritz to the Rubble»                                                  | 3:13       |
| 13. | «A Certain Romance»                                                            | 5:31       |

## Сингли
- «I Bet You Look Good on the Dancefloor» (17 листопада 2005)
- «When the Sun Goes Down» (16 січня 2005)

## Учасники запису
- Алекс Тернер — основний вокал, електрогітара, електро-орган («Riot Van»), бубон («Perhaps Vampires Is a Bit Strong But…»)
- Джеймі Кук — електрогітара, бек-вокал
- Нік О'Меллі — бас-гітара, бек-вокал
- Мет Хелдерс — барабани, бек-вокал, основний вокал («You Probably Couldn't See for the Lights But You Were Staring Straight at Me»)

## Чарти
| Чарт (2006–2016)                                     | Найвища позиція |
| ---------------------------------------------------- | --------------- |
| Австралія Australian Albums (ARIA)                   | 1               |
| Австрія Austrian Albums (Ö3 Austria)                 | 23              |
| Бельгія Belgian Albums (Ultratop Flanders)           | 9               |
| Бельгія Belgian Albums (Ultratop Wallonia)           | 22              |
| Канада Canadian Albums (Billboard)                   | 16              |
| Данія Danish Albums (Hitlisten)                      | 6               |
| Нідерланди Dutch Albums (MegaCharts)                 | 8               |
| Фінляндія Finnish Albums (Suomen virallinen lista)   | 8               |
| Франція French Albums (SNEP)                         | 17              |
| Німеччина German Albums (Offizielle Top 100)         | 20              |
| Ірландія Irish Albums (IRMA)                         | 1               |
| Італія Italian Albums (FIMI)                         | 40              |
| Японія Japanese Albums (Oricon)                      | 9               |
| Нова Зеландія New Zealand Albums (Recorded Music NZ) | 5               |
| Норвегія Norwegian Albums (VG-lista)                 | 12              |
| Польща Polish Albums (ZPAV)                          | 39              |
| Португалія Portuguese Albums (AFP)                   | 29              |
| Шотландія Scottish Albums (OCC)                      | 1               |
| Іспанія Spanish Albums (PROMUSICAE)                  | 38              |
| Швейцарія Swiss Albums (Schweizer Hitparade)         | 16              |
| Швеція Swedish Albums (Sverigetopplistan)            | 26              |
| Велика Британія UK Albums (OCC)                      | 1               |
| Велика Британія UK Independent Albums (OCC)          | 1               |
| США Billboard 200                                    | 24              |
| США Independent Albums (Billboard)                   | 1               |

| Чарт (2006)                         | Позиція |
| ----------------------------------- | ------- |
| Australian Albums (ARIA)            | 53      |
| Belgian Albums (Ultratop Flanders)  | 50      |
| Danish Albums (Hitlisten)           | 56      |
| Dutch Albums (Album Top 100)        | 56      |
| European Hot 100 Albums (Billboard) | 33      |
| French Albums (SNEP)                | 131     |
| Irish Albums (IRMA)                 | 9       |
| UK Albums (OCC)                     | 4       |
| Worldwide Albums (IFPI)             | 36      |

| Чарт (2007)     | Позиція |
| --------------- | ------- |
| UK Albums (OCC) | 135     |

| Чарт (2013)     | Позиція |
| --------------- | ------- |
| UK Albums (OCC) | 155     |

| Чарт (2018)     | Позиція |
| --------------- | ------- |
| UK Albums (OCC) | 65      |

| Чарт (2019)     | Позиція |
| --------------- | ------- |
| UK Albums (OCC) | 74      |

| Чарт (2020)     | Позиція |
| --------------- | ------- |
| UK Albums (OCC) | 51      |

| Чарт (2021)                        | Позиція |
| ---------------------------------- | ------- |
| Belgian Albums (Ultratop Flanders) | 178     |
| UK Albums (OCC)                    | 51      |

| Чарт (2022)                        | Позиція |
| ---------------------------------- | ------- |
| Belgian Albums (Ultratop Flanders) | 155     |
| UK Albums (OCC)                    | 37      |

| Чарт (2000–09)  | Позиція |
| --------------- | ------- |
| UK Albums (OCC) | 84      |

| Чарт (2010–19)        | Позиція |
| --------------------- | ------- |
| UK Vinyl Albums (OCC) | 18      |

## Сертифікації
| Регіон | Сертифікація  | Продажі   |
| --- | ------------- | --------- |
| Австралія (ARIA)                                                                                                 | Платиновий    | 70 000^   |
| Канада (Music Canada)                                                                                            | Золотий       | 50 000^   |
| Данія (IFPI Denmark)                                                                                             | 2× Платиновий | 40 000    |
| Італія (FIMI) sales since 2009                                                                                   | Золотий       | 25 000    |
| Японія (RIAJ) | Золотий       | 100 000^  |
| Нова Зеландія (RIANZ)                                                                                            | Золотий       | 7500^     |
| Велика Британія (BPI)                                                                                            | 7× Платиновий | 2 100 000 |
| США (RIAA) | Платиновий    | 1 000 000 |
| ^відвантаження, що базуються лише на сертифікаціях · продажі+прослуховування, що базуються лише на сертифікаціях |               |           |